# مزرعه ایشق چخماز
مزرعه ایشق چخماز یک روستا در ایران است که در استان اردبیل واقع شده‌است. مزرعه ایشق چخماز ۶۴ نفر جمعیت دارد.